# Canterbury (Region)

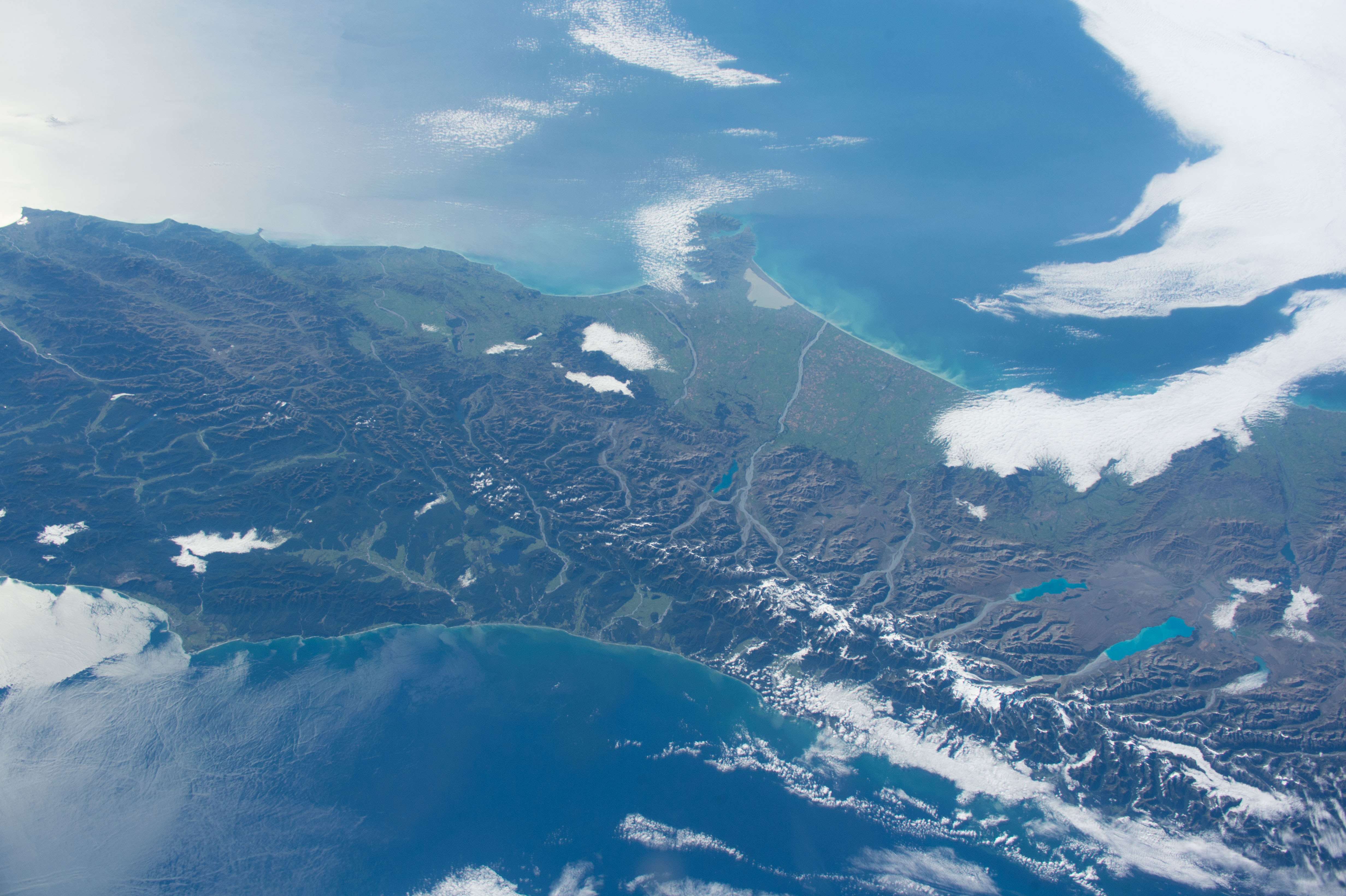
Canterbury (oben) mit Neuseeländische Alpen (Mitte) und West Coast (unten) - (Foto von der ISS-Raumstation aufgenommen)

Die Canterbury Region ist eine Verwaltungsregion auf der Südinsel von Neuseeland. Sie ist flächenmäßig die größte Region des Landes. Die Regionsverwaltung, die ihren Sitz in Christchurch hat, gab 1998 der Region mit Environment Canterbury einen neuen Namen. Der Rat nennt sich seitdem Environment Canterbury Regional Council. Regierungsseitig wird die Region aber weiterhin Canterbury Region und der Rat Canterbury Region Council genannt.

## Geographie

### Geographische Lage
Die Canterbury Region bedeckt mit 44.508 km² reiner Landfläche den mittleren östlichen Teil der Südinsel Neuseelands. Mit 599.694 im Jahr 2018 gezählten Einwohnern ist Canterbury die zweitgrößte Region bezogen auf die Einwohnerzahl und kommt damit auf eine Bevölkerungsdichte von 13,5 Einwohner pro km².
Canterbury liegt zwischen der Regionen Otago im Südwesten, West Coast im Westen und dem Marlborough District im Nordosten der Südinsel. Die östliche bzw. südöstliche Grenze der Region bildet der Pazifische Ozean. Landschaftlich ist der Westen der Region von der alpinen Bergwelt der Neuseeländischen Alpen geprägt, der mittlere Osten dagegen durch die weiten Ebenen der Canterbury Plains. Der Süden und der Norden der Region liegt ebenfalls in einer Berglandschaft.
Zu den größten Seen der Region gehören von Süd nach Nord: der Lake Ōhau, der Lake Benmore, der Lake Aviemore, der Lake Pukaki, der Lake Tekapo, der Lake Coleridge und der Lake Ellesmere / Te Waihora. Zu den bedeutendsten Flüssen zählen in gleicher Richtung gelistet: der Waitaki River, der Rangitata River, der Rakaia River, der Waimakariri River, der Ashley River/Rakahuri, der Hurunui River und der Waiau Toa / Clarence River.
In den Grenzen der Region Canterbury befindet sich auch der höchste Berg Neuseelands, der 3724 m hohe Aoraki/Mount Cook sowie die angrenzenden Gletscher, Hooker Glacier, Tasman Glacier und Murchison Glacier. Der Mount Cook National Park und der Arthur’s Pass National Park gehört ebenso zu der Region.
Zu den größten Städten der Region zählen mit Abstand Christchurch mit 341.469 Einwohnern, gefolgt von Timaru mit 27.051, Ashburton mit 18.471, Rangiora mit 15.821, 9555 Einwohnern Rolleston und Kaiapoi mit 9255 Einwohnern. Allesamt liegen sie in den Canterbury Plains.

### Klima
Die klimatischen Bedingungen der Region Canterbury ist aufgrund seiner Lage, Ausdehnung und landschaftlichen Gegebenheiten recht unterschiedlich. Während im Westen alpine Witterungsbedingungen vorherrschen, befindet sich der Osten auf der Leeseite der Berge mit entsprechend geringeren Niederschlägen und höheren Temperaturen. So muss in den alpinen Regionen mit jährlichen Niederschlägen oberhalb von 2000 mm gerechnet werden, wogegen die östlichen Regionen mit 400 bis 800 mm entsprechend trocken ausfallen. In einem an der Ostseite der alpinen Berge sich in Nordost-Südwest hinziehendem Band liegen die Niederschläge zwischen 900 und 1400 mm pro Jahr.
Die durchschnittlichen Tagestemperaturen im Sommer liegen in den östlichen Ebenen zwischen 19 °C und 24 °C und in den Bergregionen zwischen 11 °C und 17 °C je nach Höhe und geographischer Lage. Im Winter liegen die Berge allesamt im einstelligen Minusbereich und die Ebenen zwischen 1 °C und 4 °C je nach Lage. Die nordöstliche Seite der Banks Peninsula und die nordöstlichen Küstenstreifen weisen im Winter durchschnittliche Tagestemperaturen um die 4–5 °C auf. Die Sonnenscheindauer liegt im Osten zwischen 1900 und 2100 Stunden pro Jahr und zu den Bergen nach Westen hin bis auf 1500 Stunden abnehmend.

## Geschichte
Die Kolonisierung der Region wurde im Jahre 1848 durch Edward Gibbon Wakefield und John Robert Godley im Auftrag der Church of England geplant. Ab ca. 1850 begann die Besiedlung durch europäische Einwanderer. In dieser Zeit entstanden viele staatliche und kirchliche Gebäude im neugotischen Stil durch Benjamin Mountfort, einen der berühmtesten neuseeländischen Architekten.
1853 wurde Neuseeland in neue Provinzen aufgeteilt und auf der Südinsel die Provinz Canterbury gebildet. Sie erstreckte sich im mittleren Teil der Südinsel von der Westküste bis zur Ostküste und vom Waitaki River im Süden bis zum Hurunui River im Norden. Doch 1868, nach drei Jahren Spannungen zwischen den Siedlungen der West- und der Ostküste, führten diese zur Teilung und der Westen wurde als County of Westland eigenständig. 1876 wurden die Provinzen aufgelöst und die Provinz Canterbury in verschiedene Counties aufgeteilt. Erst im Jahr 1979 wurde ein Canterbury United Council gebildet, der bestimmte Aufgaben für die Region übernahm.
Im Zuge der Verwaltungsreform des Jahres 1989 wurde im November des Jahres der Canterbury Regional Council aus 33 Räten und Gebietskörperschaften gebildet und neu gegründet. Die politischen Grenzen der Region wurden unverändert von der vorherigen Gebietskörperschaft aus dem Jahr 1876 übernommen. Der so neu gebildete Canterbury Regional Council organisierte seine Arbeit zusammen mit den ebenfalls neu gebildeten neun Distrikten und einer City, die als Territorial Authority eigenständig und unabhängig vom Regional Council agieren.

## Bevölkerung

### Bevölkerungsentwicklung
Von den 599.694 Einwohnern der Region waren 2018 56.298 Einwohner Māori-stämmig (9,4 %). Damit lebten 7,3 % der Māori-Bevölkerung des Landes in der Region Canterbury. Das Medianalter betrug 38,7. Das durchschnittliche Einkommen in der Bevölkerung lag 2018 bei 33.700 NZ$ gegenüber 31.800 NZ$ im Landesdurchschnitt.

### Herkunft und Sprachen
Die Frage nach der Zugehörigkeit einer ethnischen Gruppe beantworteten in der Volkszählung 2018 82,4 % mit Europäer zu sein, 11,1 % gaben an, Māori-Wurzeln zu haben, 3,2 % kamen von den Inseln des pazifischen Raums und 11,1 % stammten aus Asien (Mehrfachnennungen waren möglich). 23,4 % der Bevölkerung gab an, in Übersee geboren zu sein.
96,5 % der Bevölkerung sprach Englisch, während Māori von 1,9 % als zweithäufigste Sprache nach Englisch gesprochen wurde. 14 % der Bevölkerung sprachen nach dem Zensus von 2018 mindestens zwei Sprachen zuhause. Deutsch wird als Alltagssprache von 0,9 % der Bevölkerung in Canterbury gesprochen, was dem Landesdurchschnitt entspricht.

## Politik

### Verwaltung
Die Region Canterbury besitzt einen Verwaltungsrat, Environment Canterbury Regional Council genannt, der von einem Chairman (Vorsitzenden) geführt wird. In dem Council sitzen sieben gewählte Councillors (Ratsmitglieder), die insgesamt vier sogenannte Constituencies (Wahlkreise) vertreten. Im Folgenden sind dies der Wahlkreis Christchurch mit vier Councillors und die Wahlkreise North Canterbury, Mid-Canterbury und South Canterbury mit jeweils einem Councillor. Die Ratsmitglieder, die aus ihren Reihen den Vorsitzenden bestimmen, werden alle drei Jahre neu gewählt.
Des Weiteren ist die Region in neun Distrikte und einer City mit jeweils eigenem Council unterteilt:
- Christchurch City

- Kaikoura District
- Hurunui District
- Waimakariri District
- Selwyn District
- Ashburton District
- Mackenzie District
- Timaru District
- Waimate District
- Waitaki District (teilweise, ca. 55 %)

Während die Regionalverwaltung für die Binnen- und Küstengewässer, für die Häfen, für Land, Luft, Erosion, Katastrophenschutz, Transportplanung und der regionale Entwicklung verantwortlich ist, sind die Verwaltungen der Distrikte für alle anderen Belange der Bürger zuständig und die Angelegenheiten, die in einer Kommune geregelt werden müssen.

## Wirtschaft
Die Canterbury Plains gelten als die Kornkammer von Neuseeland und südlich von Christchurch gibt es ausgedehnte Kern- sowie Stein-Obstplantagen. Canterbury ist das viertgrößte Anbaugebiet für Wein in Neuseeland. Hier werden vorwiegend Chardonnay und Pinot Noir, aber auch Riesling und Sauvignon Blanc angebaut. Zusammen mit der Hauptstadt Christchurch wurde es 2009 in das Netzwerk „Great Wine Capitals“, einer weltweit organisierten Marketingorganisation für Wein und damit verbundene Tourismusangebote, aufgenommen.

## Infrastruktur

### Verkehr
Verkehrstechnisch angeschlossen ist die Region durch den New Zealand State Highway 1, der in Bluff an der Südküste beginnt und auf seinem Weg die Cities Invercargill und Dunedin mit Christchurch verbindet und durch die Region an der Küste entlang nach Norden führt. Parallel dazu verläuft die Eisenbahnlinie South Island Main Trunk Railway in gleicher Richtung und verbindet die Region mit den südlichen und nördlichen Landesteilen der Südinsel. Von dem State Highway 1 zweigen in westlicher Richtung die State Highways 7, 73 und 8 ab durchqueren die Region in westlicher Richtung und verbinden sie mit der Westküste.
Die Region Canterbury verfügt über zwei wichtige Häfen, dem Timaru Harbour und dem Lyttelton Harbour, letzterer als Naturhafen bekannt. Neben einigen kleinen Regionalflughäfen in der Region, befindet sich westlich des Stadtzentrums von Christchurch der einzige International Airport der Südinsel, der auch über die Grenzen der Region hinaus Bedeutung hat.

## Ereignisse
1991 wurde der Asteroid (3563) Canterbury nach der Region benannt.
In den Jahren 2010, 2011 und 2016 ereigneten sich drei schwere Erdbeben in der Region: am 4. September 2010 das Darfield-Erdbeben, am 22. Februar 2011 das Christchurch-Erdbeben mit zahlreichen Todesopfern und zuletzt am 14. November 2016 das Kaikoura-Erdbeben, bei dem zwei Menschen ums Leben kamen.